# ママさんバレーでつかまえて
『ママさんバレーでつかまえて』とは、NHK総合テレビジョンで放送された日本のテレビドラマである。作・演出は西田征史、主演は黒木瞳が務めた。

## 概要
2008年10月4日に「番組たまご 〜トライアル2008〜」の一環として単発ドラマで放送された後、高評価を得たことから2009年に全8話の連続ドラマとして10月11日から同年12月28日にかけて放送された。
観客を入れて収録するシチュエーション・コメディのスタイルを採る。芝居の稽古から数日後に収録を行い、本番は通常のドラマとは違いノンストップで収録される。舞台の様に最後まで演じきる様子を撮影し放送する。また、最終回は、NHKのドラマとしては1950 - 60年代のテレビ草創期以来、半世紀ぶりの試みとなる生放送で行われた。
アナログ放送では最終回生放送を含めレターボックス14:9で放映された（2010年8月23日 - 27日の集中放送による再放送はレターボックス16:9。但し、近畿地方と福岡県は本番組の再放送は行われなかった。）。

## ストーリー
北関東にある（という設定の）地元スーパー「スーパー吉田」のバックアップで作られたバレーボールの弱小ママさんクラブチーム「マミーズ」。「筋肉痛を残さない練習量」と「隠し事をしない」がモットーの20代から70代まで幅広い年代のメンバーがそろう、明るく楽しいママさんチーム。
このチームのキャプテンを務める姐御肌の鈴子は、多彩でキャラクターの濃いママさんメンバーたちに決して言えない秘密を持っている。実はひと回り年下でイケメンのコーチ・光太郎とは正真正銘、新婚ホヤホヤの夫婦だということ。光太郎の存在があるだけでバレーボール活動に燃えまくるマミーズメンバーのママさんたちと、決して明かせない秘密を持ったキャプテンとコーチがチームの部室で繰り広げるコミカルな時間。

## キャスト
“キャッチフレーズ”はオープニングにおける紹介（メンバーのみ）。ちなみに、オープニングの人物紹介は「飛び出す絵本」のような仕掛けであった。
藤田鈴子（“キャプテン鈴子”、40歳） - 黒木瞳
マミーズのキャプテンでポジションはレフト、背番号1。血液型はAB型。メンバーの前では厳しい熱血コーチとして振る舞っているが、光太郎と二人きりになるとべったりしてしまう、いわゆるバカップル。光太郎には「ベルちゃん」と呼ばれている。バツイチである。光太郎がメンバーにチヤホヤされると人知れず嫉妬心を燃やす。
藤田光太郎（“光太郎コーチ”、28歳） - 向井理
鈴子のイケメンな夫。血液型はO型。マミーズのコーチだが、バレーボールは未経験。かつては合唱部（テノール担当）だった。かなり気弱な性格。バレーの知識がないとはいえメンバーを思う気持ちは強い。大学院生で脳のメカニズムを研究している。

### 旗上げメンバー
マイ（“ヤンママのマイ”、25歳） - 加藤夏希
ポジションはレフト、背番号5。血液型はB型。夫はイタリア人。一人息子の翼を溺愛している。思い込んだらてこでも動かない頑固者。おむすにゃんの大ファン。
メグミ（“毒舌のメグミ”、30歳） - 佐藤仁美
ポジションはセッター、ライト、背番号7。血液型はA型。誰にでも厳しくツッコむ毒舌で、さばさばした性格。夫はケーキ職人の富士夫。
花子（“おっちょこちょい花子”、35歳） - 横山めぐみ
ポジションはライト、背番号4。血液型はO型。噂好き。聞き間違いや思い込みが激しいおっちょこちょいで、光太郎をコーチだと勘違いした張本人でもある。

### 新規入部者
柿之本明日香（“お魚売り明日香”、38歳） - 片桐はいり
ポジションはセンター、背番号10。血液型はB型。鮮魚売り場担当。メンバー唯一の独身。コーチに就任した光太郎に一方的に一目惚れしたため、特別バレーボールに興味はないが入部した。
松田聖子（“万引きGメン松田”、51歳） - 五大路子
ポジションはセンター、背番号11。血液型はA型。男勝りでスーパー吉田の万引きGメンをしており、初対面の光太郎を万引き犯と疑う。夫はスーパー吉田の警備員。
根本千代（“おばあさん千代”、70歳） - 京田尚子
ポジションはスーパーサブ、背番号12。血液型はO型。学生時代の鈴子のバレーボールの恩師であり、本来マミーズのコーチとして要請された人物。しかしメンバーの勘違いで光太郎がコーチ就任。それを知った千代は自ら選手にまわり、選手としてプレーする楽しさに目覚めてコーチ業に興味をなくす。

### スポンサー
スーパー吉田社長・山田（49歳） - 小倉一郎
スポンサーとしてマミーズを全面バックアップする。店員や家族、そしてマミーズメンバーにすら邪険に扱われる頼りない性格。店名「スーパー吉田」にもかかわらず名前が「山田」なのは、「スーパー吉田」が妻の実家のためである。

## スタッフ
- 作・演出：西田征史
- 制作統括：吉岡和彦、茂木明彦
- プロデューサー：前畑祥子
- ディレクター：相澤幸一、渡辺資
- 美術デザイン：服部正子
- テクニカルディレクター：鈴木秀明
- 音楽：小林つん太
- 技術：NHKメディアテクノロジー
- 美術：NHKアート
- 制作協力：ファブコミュニケーションズ
- 制作：NHKエンタープライズ
- 著作：NHK

## 各話内容

### 第0回（単発版）
「番組たまご」枠にて2008年10月4日 23:10 - 23:55に放送された（正味42 - 43分）。
弱小バレーボールチーム『マミーズ』は、部員9人中5人が同時に産休に入ってしまい、残るメンバーはマイ、メグミ、花子、そしてキャプテン鈴子の4人だけになってしまう。そんな中マミーズのスポンサーを務めるスーパー吉田の社長が、マミーズに何やら話がある様子。廃部の危機を感じた鈴子は、チーム強化のためマミーズにコーチを招聘することを発表する。ところがコーチから道に迷ったと電話がかかり、鈴子はコーチを迎えに行く。
するとそこへ、メンバーには内緒にしている鈴子の一回り年下の夫・光太郎が鈴子に会いにスーパー吉田へやって来る。ところが万引きGメンの松田に万引き犯だと疑われてしまい、追われる身となった光太郎はマミーズの部室へ逃げ込んでしまう。それに遭遇したメンバーは光太郎の事をコーチだと勘違いする。
- 岡村（謎の女）：眞野裕子
- ナレーション（冒頭ナレーション）：加藤佳代
- ナレーション（CMナレーション）：久末絹代

### 第1話
ドキドキのバースデー
放送日時：2009年10月11日 23:00 - 23:30
今日は光太郎の誕生日。マミーズの練習後、夫妻は鈴子が予約した人気フランス料理店でディナーをすることになっていた。予約時間が迫っているので早速出かけようとすると、鈴子だけがマミーズメンバーに呼び出される。実は光太郎が誕生日である事を知ったメンバー達が、急遽サプライズパーティーを計画したという。入念な台本を練ったりメグミの夫・富士夫にケーキを注文したりするが、光太郎に嫉妬する富士夫がケーキを作りを拒否したり、台本が凝りすぎていてメンバーが何度もリハーサルを繰り返したりとなかなかパーティーが始められない。マミーズメンバーにはディナーに行くと言えず、光太郎にはサプライズのことを言えない鈴子は板挟みになってしまう。
- 富士夫（ケーキ職人、メグミの夫）：与座嘉秋

### 第2話
恐怖のライバルチーム
放送日時：2009年10月18日 23:00 - 23:30
光太郎のコーチ就任と、明日香、松田、千代のメンバー加入以来初めての練習試合の日。極度の緊張状態の光太郎を一同は励ますが、当日になって対戦チームが「すずめが丘　パープルレディーズ」だと知った旗揚げメンバー達まで顔面蒼白に。実は鈴子たちは、パープルレディースをあまりの厳しさゆえに脱退した元メンバーだったのだ。そんなメンバーを元気づけることができないうえ、パープルレディースのキャプテン兼コーチの山野辺にコーチとしての素質を否定されて自信をなくす光太郎に鈴子はあれこれアドバイスする。
- 山野辺（対戦チームのキャプテン兼コーチ）：北村岳子
- 岡村（対戦チームの選手、第0話にも登場）：眞野裕子
- 林（対戦チームの選手）：森谷ふみ

### 第3話
あこがれのヒーローショー
放送日時：2009年10月25日 23:00 - 23:30
マイが大ファンであるテレビアニメ『おむすにゃん』の着ぐるみショーがスーパー吉田で開催される。最初に到着した着ぐるみ俳優の安藤アキラは、花子の中学時代の憧れの先輩であった。その爽やかな雰囲気とは裏腹に悪者ウツボックル役なのだが、花子に主人公おむすにゃんの担当だと思い込まれてしまう。しかもアキラ以外の俳優が渋滞にはまり来られなくなったと聞いて、花子はガールフレンドのフラミンコちゃん役を、マイ・メグミ・光太郎はウツボックル役を演りたいと言い出す。その頃、松田が尾行していた万引き常習犯のプリン男が部室の方へ逃げてくる。
- 安藤アキラ（着ぐるみ俳優）：佐藤弘道
- プリン男（万引き常習犯）：古澤裕介

おむすにゃん
おむすびとネコのハーフである正義の味方おむすにゃん（鈴村健一）が、大泥棒ウツボックル（渡部猛）に毎回襲われるガールフレンドのフラミンコちゃん（後藤邑子）を助ける劇中劇のテレビアニメである。5が付く日の5時55分から5分間放送される設定である。

### 第4話
秘密のDVD
放送日時：2009年11月1日 23:15 - 23:45
鈴子が『おむすにゃん』を録画したDVDをマイに貸したつもりで、なんと光太郎との結婚式を収録したDVDを貸してしまったと判明する。幸いにもマイはそのDVDを部室に忘れたと知り、夫妻はスーパー吉田の閉店後に部室へ捜しに行くが、マイから聞いた置き場所にDVDが見当たらない。そこへ同じくDVDを捜しに来たマイと、夫婦喧嘩で家出してきたメグミがやってくる。さらに松田の夫である怖がりな警備員が部室へパトロールにやってきた。一人になりたくない警備員と、富士夫が謝るまで帰宅したくないメグミが、朝まででもDVDを捜し続けると宣言するのを聞いた鈴子と光太郎は、なんとか先に見つけようと奔走する。
- 警備員（松田の夫）：志賀廣太郎
- 富士夫（第1回に同じ）：与座嘉秋

### 第5話
決意の告白
放送日時：2009年11月8日 23:40 - 24:10
新入部員の白石今日子を歓迎するマミーズメンバー達だが、なぜか明日香だけ困り顔。そんななか鈴子は、駅で光太郎と喧嘩していたのを花子に目撃されたような気がして心配しており、当の花子はバレーボール大会に出場申込ができなかった事を鈴子と光太郎に打ち明けられず悩んでいた。マイ・メグミ・松田の3人は花子に謝罪するよう説得するが、4人がコソコソ話している姿を見た鈴子と光太郎は喧嘩の目撃談について話しているのではないかと不安を増幅させる。そこへ新入部員の今日子が光太郎に、彼女の有無や好みの女性について尋ねてくる。実は今日子は明日香の妹であり、明日香が片思いしている光太郎について偵察しにきただけだった。光太郎は鈴子との関係がバレないよう、好みの女性について鈴子と正反対の特徴を答えるが、それがすべて明日香に合致するものだったため、姉妹は光太郎が明日香に好意を抱いていると誤解し、光太郎への告白を決意する。
- 今日子（明日香の妹）：伊藤麻実子

### 第6話
愛のクイズ番組
放送日時：2009年11月15日 23:00 - 23:30
沖縄合宿の費用を調達するため、明日香が京都のローカル番組『クイズ50の答（とう）』に解答者として出演することになった。この番組では電話先の仲間もクイズに解答することになっており、マミーズメンバーは部室で明日香からの電話を待っていた。さらに全問正解すればクルージングのペアチケットがプレゼントされるのだが、もし全問正解したら光太郎が明日香とクルージングデートすることになってしまう。鈴子と光太郎は沖縄合宿を諦めてでも全問正解を阻止しようとするが、そこへ明日香に宝石を売る約束をしているというセールスマン・渕が現れる。渕はクイズ番組の出場経験が豊富だと判明し、沖縄合宿を熱望し本気で全問正解を目指すマミーズメンバーは渕に協力を仰いでしまう。
- 渕（セールスマン）：小林顕作
- 蝉丸（クイズ番組司会者）：大木凡人
- 電話の声（留守番電話の声）：中村啓子
- AD（『クイズ50の答』AD）：兒玉宣勝

クイズ50の答
京都府だけで放送されている劇中劇のローカルクイズ番組。その名の通り、解答者は全50問のクイズに挑戦し、1問正解ごとに賞金1万円を獲得、全問正解すれば賞金50万円に加えクルージングのペアチケットがプレゼントされる。このうち第5・25・50問目は、解答者が仲間の元へ電話で出題し、その仲間が30秒以内に解答する。電話出題の際、出題の繰り返しは禁止。ギブアップしたら賞金は半分となり、不正解などで失格になったら賞金はゼロとなる。

### 第7話
マミーズの結成記念日
放送日時：2009年11月22日 23:30 - 24:00
鈴子のおっかけと思しき人物が目撃されたり、鈴子自身も隠し撮りをされているのを感じていた中、マミーズは結成3周年の記念日を迎える。ところが結成記念日パーティーの準備中、鈴子の湯飲みや、パーティーの出し物で披露するはずだった笛が盗難されてしまう。そこへ元・万引き犯のプリン男が現れ、鈴子のおっかけの正体は自分であること、そして鈴子に恋したことを告白をする。盗難や隠し撮りもプリン男の仕業だと断定したマミーズメンバーは、鈴子が光太郎と結婚しているという「嘘」をつく。しかしその「嘘」を、相変わらずメグミの浮気を疑う富士夫にまで聞かれてしまう。鈴子と光太郎は結婚を証明するため、本来の2人と同じようにあらゆる証言をする。しかしその発言内容があまりのリアルすぎて、マミーズメンバーは怪訝に思う。加えて鈴子と光太郎を「奥さん」「旦那さん」と呼ぶ宅配配達員が部室に現れ、2人はさらなる窮地へ。そしてついに…。
- 佐藤（鈴子と光太郎と顔見知りの配達員）：市川しんぺー
- プリン男（第3回に同じ）：古澤裕介
- 富士夫（第1・4回に同じ）：与座嘉秋

### 第8話
最後の結成記念日
放送日時：2009年12月28日 21:15 - 21:55（年末特番として生放送。40分フル放送）
第7話からちょうど1年後の結成4周年の日。マミーズが見事パープルレディースを下して地区大会で優勝した事を記念して、社長から新しい部室がプレゼントされる。さっそく荷物の移動が始められるが、実はその日、鈴子は光太郎の就職に伴いマミーズを退部して夫婦で北海道へ引っ越すことになっており、今日に至るまでマミーズメンバーに退部も引越も打ち明けられずにいた。さらにその渦中、花子が発注した横断幕のチーム名が間違っている事が判明したり、マイが大切にしている『おむすにゃん』の作者のサインを光太郎が汚してしまったり、明日香のパープルレディースへの移籍疑惑が浮上したりと、新たなトラブルも次々と発生する。果たして結末は…。
- オープニングナレーション担当：加賀美幸子

## 備考
- 黒木瞳と加藤夏希、それに第2回ゲストの眞野裕子は同クールの『リアル・クローズ』（関西テレビ放送制作）でも共演した。
- 最終回の生放送に先駆けて2009年12月18日及び25日（19日及び26日未明）の『ミッドナイトチャンネル』枠で第0話（単発版）を含む全8話がアンコール放送された（近畿地方は別日程）。
- 第3回の「おむすにゃん」のアニメーション制作者と、第7回・第8回の見合い写真での出演者は山口敦史という同一人物（同番組スタッフ。舞台俳優・演出家）である。
- 最終回では、抽選で選ばれた視聴者の名前が、光太郎役の向井理に呼ばれるというキャンペーンが実施され、『おむすにゃん』の作者という設定でその名前が登場した。ちなみに向井のほかにも、『おむすにゃん』のファンという設定であるマイ役の加藤夏希にも名前を呼ばれた。